# Le Guislain
Pour les articles homonymes, voir Guislain.
Le Guislain est une commune française du département de la Manche et la région Normandie, peuplée de 139 habitants.

## Géographie
La commune est entre Coutançais et Pays saint-lois, dans le centre-Manche. L'atlas des paysages de la Basse-Normandie classe la commune à l'ouest de la « Manche centrale », caractérisée par un bocage fermé au faible relief. Son bourg est à 8,5 km au nord-ouest de Percy, à 22 km au sud-ouest de Saint-Lô, à 18 km au nord de Villedieu-les-Poêles et à 21 km au sud-est de Coutances.
Le bourg du Guislain est traversé par la route départementale no 51 qui permet au sud-ouest de rejoindre Hambye et au nord-est Saint-Lô. En limite ouest, elle croise la D 27 traversant la commune en son centre, passant par l'église et menant à La Haye-Bellefond à l'est et vers Coutances au nord-ouest. La D 29 en partage un parcours commun en limite ouest et conduit à Maupertuis au sud et à Notre-Dame-de-Cenilly au nord-ouest. L'A84 est accessible par Percy à 16 km au sud (sortie 38 à La Colombe vers Rennes) ou par Tessy-sur-Vire à 19 km à l'est (sortie 39 à Pont-Farcy vers Caen).
Si Le Guislain est entièrement dans le bassin de la Sienne, son territoire est partagé entre les bassins de deux de ses affluents. Les eaux de la moitié occidentale alimentent l'Hambyote qui retrouve le fleuve côtier sur la commune d'Hambye voisine, tandis que la partie orientale est dans le bassin de la Soulles, principalement par son affluent le ruisseau de la Girardière qui délimite le territoire au sud-est. Le bourg, excentré en limite nord-ouest, est en amont de la source d'un autre affluent de la Soulles qu'il rejoint à quelques kilomètres au nord, au Pont-Brocard (Dangy).
Le point culminant (141 m) se situe au sud, près du lieu-dit la Girardière de Haut, en limite avec Hambye. Le point le plus bas (100 m) correspond à la sortie d'un bras de l'Hambyote du territoire, près du lieu-dit le Manoir, à l'ouest. La commune est bocagère.
Les lieux-dits sont, du nord-ouest à l'ouest, dans le sens horaire : le Bourg, le Cœur de la Ville, le Beauregard, le Champ Vallon, la Croix Épaule (au nord), les Nauderies, la Gabanterie (à l'est), les Landes, la Girardière, la Girardière de Haut (au sud), le Bouillon, le Haut Bouillon, la Roullerie, l'Ermitage, les Rivières, le Manoir et la Huberdière (à l'ouest).
| Notre-Dame-de-Cenilly | Notre-Dame-de-Cenilly, Soulles | La Haye-Bellefond |
| Hambye                | du Guislain                    | La Haye-Bellefond |
| Hambye                | Maupertuis                     | Maupertuis        |

### Hydrographie
La commune est située dans le bassin Seine-Normandie. Elle est drainée par l'Hambyotte, le fossé 21 du Manoir et la Girardiere,,.

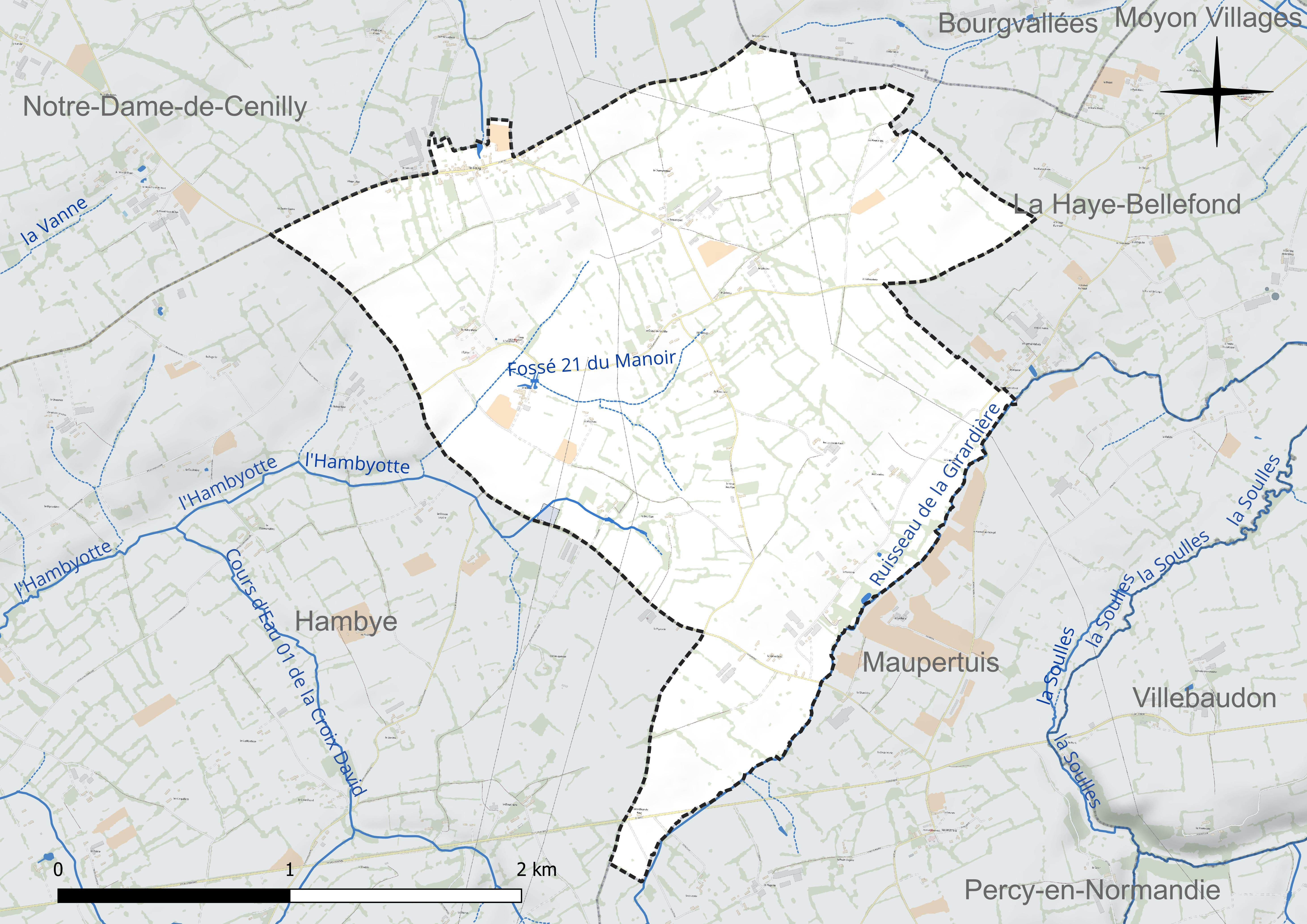
Réseau hydrographique du Le Guislain.

### Climat
Pour des articles plus généraux, voir Climat de la Normandie et Climat de la Manche.
En 2010, le climat de la commune est de type climat océanique franc, selon une étude du CNRS s'appuyant sur une série de données couvrant la période 1971-2000. En 2020, Météo-France publie une typologie des climats de la France métropolitaine dans laquelle la commune est exposée à un climat océanique et est dans la région climatique  Normandie (Cotentin, Orne), caractérisée par une pluviométrie relativement élevée (850 mm/a) et un été frais (15,5 °C) et venté. Parallèlement le GIEC normand, un groupe régional d’experts sur le climat, différencie quant à lui, dans une étude de 2020, trois grands types de climats pour la région Normandie, nuancés à une échelle plus fine par les facteurs géographiques locaux. La commune est, selon ce zonage, exposée à un « climat contrasté des collines », correspondant au Bocage normand, bien arrosé, voire très arrosé sur les reliefs les plus exposés au flux d’ouest, et frais en raison de l’altitude.
Pour la période 1971-2000, la température annuelle moyenne est de 10,8 °C, avec une amplitude thermique annuelle de 12,2 °C. Le cumul annuel moyen de précipitations est de 1 017 mm, avec 14,4 jours de précipitations en janvier et 8,6 jours en juillet. Pour la période 1991-2020, la température moyenne annuelle observée sur la station météorologique la plus proche, située sur la commune de Cerisy-la-Salle à 7 km à vol d'oiseau, est de 11,5 °C et le cumul annuel moyen de précipitations est de 1 112,5 mm,. Pour l'avenir, les paramètres climatiques de la commune estimés pour 2050 selon différents scénarios d’émission de gaz à effet de serre sont consultables sur un site dédié publié par Météo-France en novembre 2022.

## Urbanisme

### Typologie
Au 1er janvier 2024, Le Guislain est catégorisée commune rurale à habitat très dispersé, selon la nouvelle grille communale de densité à sept niveaux définie par l'Insee en 2022.
Elle est située hors unité urbaine et hors attraction des villes,.

### Occupation des sols
L'occupation des sols de la commune, telle qu'elle ressort de la base de données européenne d’occupation biophysique des sols Corine Land Cover (CLC), est marquée par l'importance des territoires agricoles (100 % en 2018), une proportion identique à celle de 1990 (100 %). La répartition détaillée en 2018 est la suivante : zones agricoles hétérogènes (42,5 %), terres arables (30,2 %), prairies (27,4 %). L'évolution de l’occupation des sols de la commune et de ses infrastructures peut être observée sur les différentes représentations cartographiques du territoire : la carte de Cassini (XVIIIe siècle), la carte d'état-major (1820-1866) et les cartes ou photos aériennes de l'IGN pour la période actuelle (1950 à aujourd'hui).

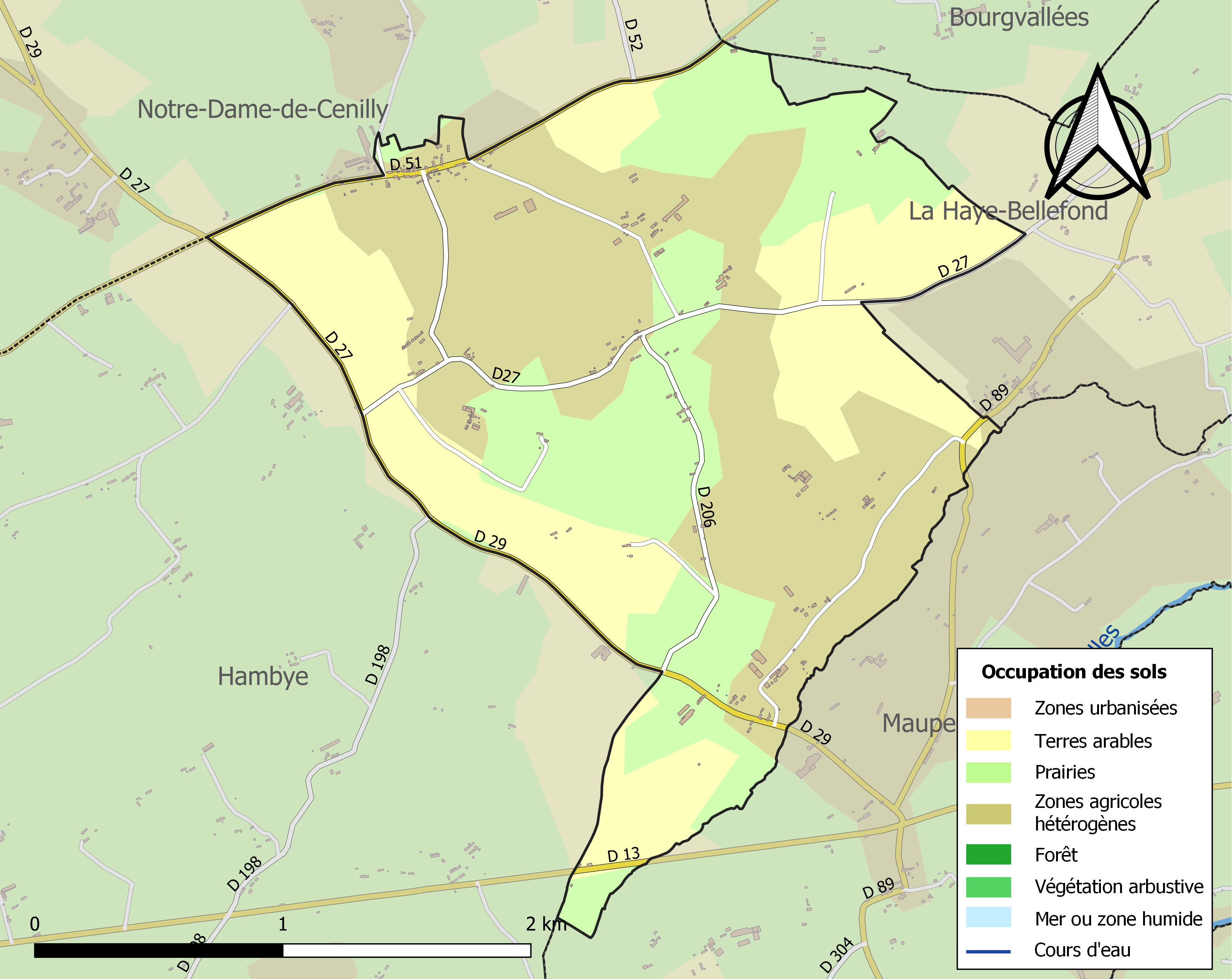
Carte des infrastructures et de l'occupation des sols de la commune en 2018 (CLC).

## Toponymie
Le nom de la localité est attesté sous les formes le Guillain en 1231, de Guillouin vers 1280, le Guillain en 1327, le Guillouin en 1395.
Le toponyme serait issu d'un anthroponyme. Albert Dauzat et Charles Rostaing y décèlent le féminin germanique Gisila. Pour René Lepelley, il s'agit de Guilain.
Le gentilé est Guislenais.

## Politique et administration
| Période                                  | Période  | Identité         | Étiquette | Qualité     |
| ---------------------------------------- | -------- | ---------------- | --------- | ----------- |
| 1995                                     | En cours | Michel L'Hullier | SE        | Agriculteur |
| Les données manquantes sont à compléter. |          |                  |           |             |

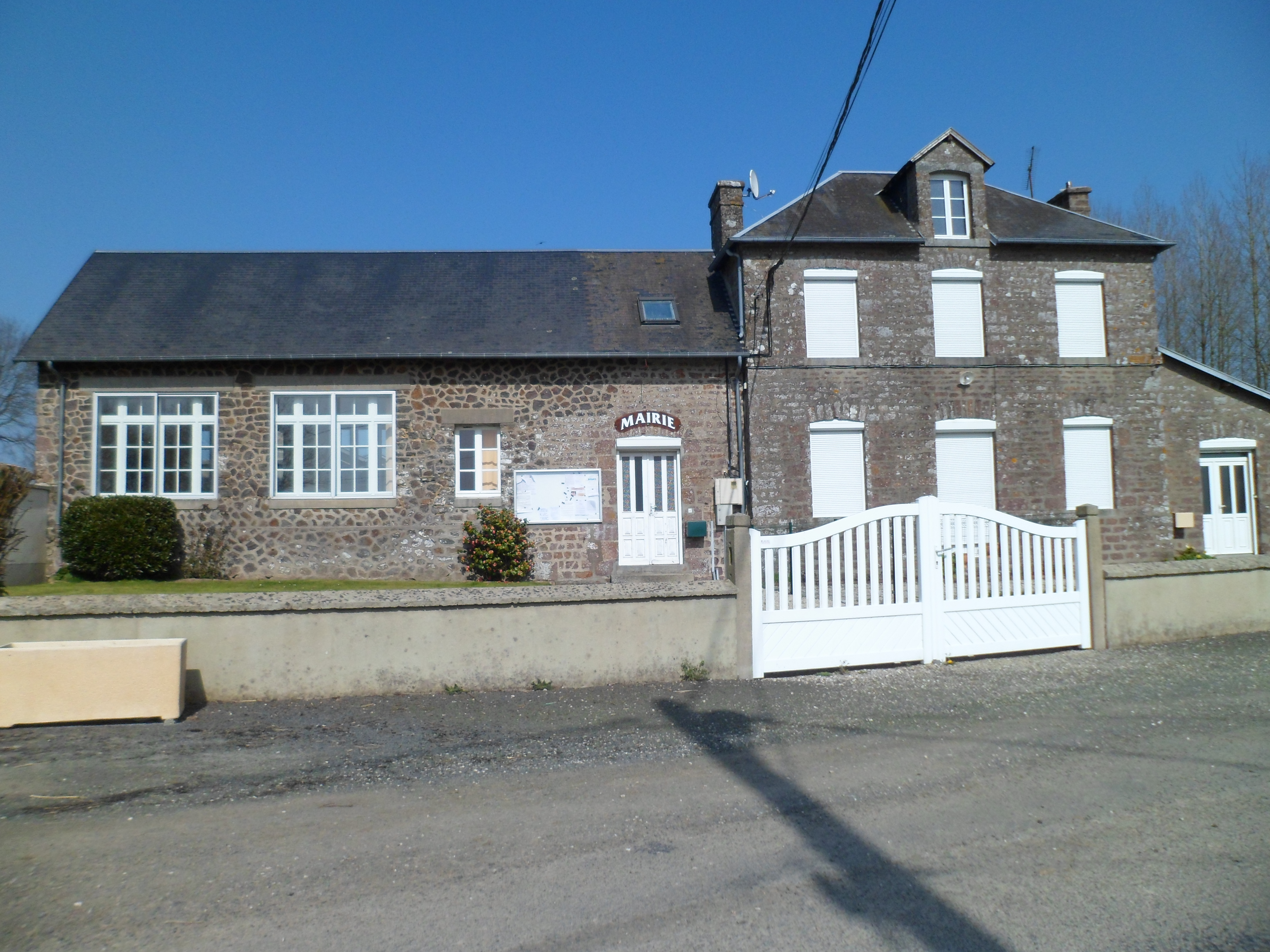
La mairie.

Le conseil municipal est composé de onze membres dont le maire et deux adjoints.

## Démographie
L'évolution du nombre d'habitants est connue à travers les recensements de la population effectués dans la commune depuis 1793. Pour les communes de moins de 10 000 habitants, une enquête de recensement portant sur toute la population est réalisée tous les cinq ans, les populations de référence des années intermédiaires étant quant à elles estimées par interpolation ou extrapolation. Pour la commune, le premier recensement exhaustif entrant dans le cadre du nouveau dispositif a été réalisé en 2007.
En 2022, la commune comptait 139 habitants, en évolution de +5,3 % par rapport à 2016 (Manche : −0,31 %, France hors Mayotte : +2,11 %).
Le Guislain a compté jusqu'à 550 habitants en 1821.
| 1793 | 1800 | 1806 | 1821 | 1831 | 1836 | 1841 | 1846 | 1851 |
| ---- | ---- | ---- | ---- | ---- | ---- | ---- | ---- | ---- |
| 461  | 512  | 522  | 550  | 529  | 535  | 462  | 468  | 443  |

| 1856 | 1861 | 1866 | 1872 | 1876 | 1881 | 1886 | 1891 | 1896 |
| ---- | ---- | ---- | ---- | ---- | ---- | ---- | ---- | ---- |
| 400  | 409  | 395  | 366  | 370  | 359  | 341  | 351  | 335  |

| 1901 | 1906 | 1911 | 1921 | 1926 | 1931 | 1936 | 1946 | 1954 |
| ---- | ---- | ---- | ---- | ---- | ---- | ---- | ---- | ---- |
| 301  | 295  | 280  | 246  | 287  | 311  | 296  | 260  | 246  |

| 1962 | 1968 | 1975 | 1982 | 1990 | 1999 | 2006 | 2007 | 2012 |
| ---- | ---- | ---- | ---- | ---- | ---- | ---- | ---- | ---- |
| 212  | 229  | 154  | 163  | 141  | 122  | 115  | 114  | 121  |

| 2017 | 2022 | - | - | - | - | - | - | - |
| ---- | ---- | - | - | - | - | - | - | - |
| 135  | 139  | - | - | - | - | - | - | - |

## Économie
Jusqu'au XIXe siècle se tenait, fin avril début mai, une très ancienne foire annuelle aux chevaux de trait et aux bestiaux, au lieu-dit champ de foire.

## Lieux et monuments

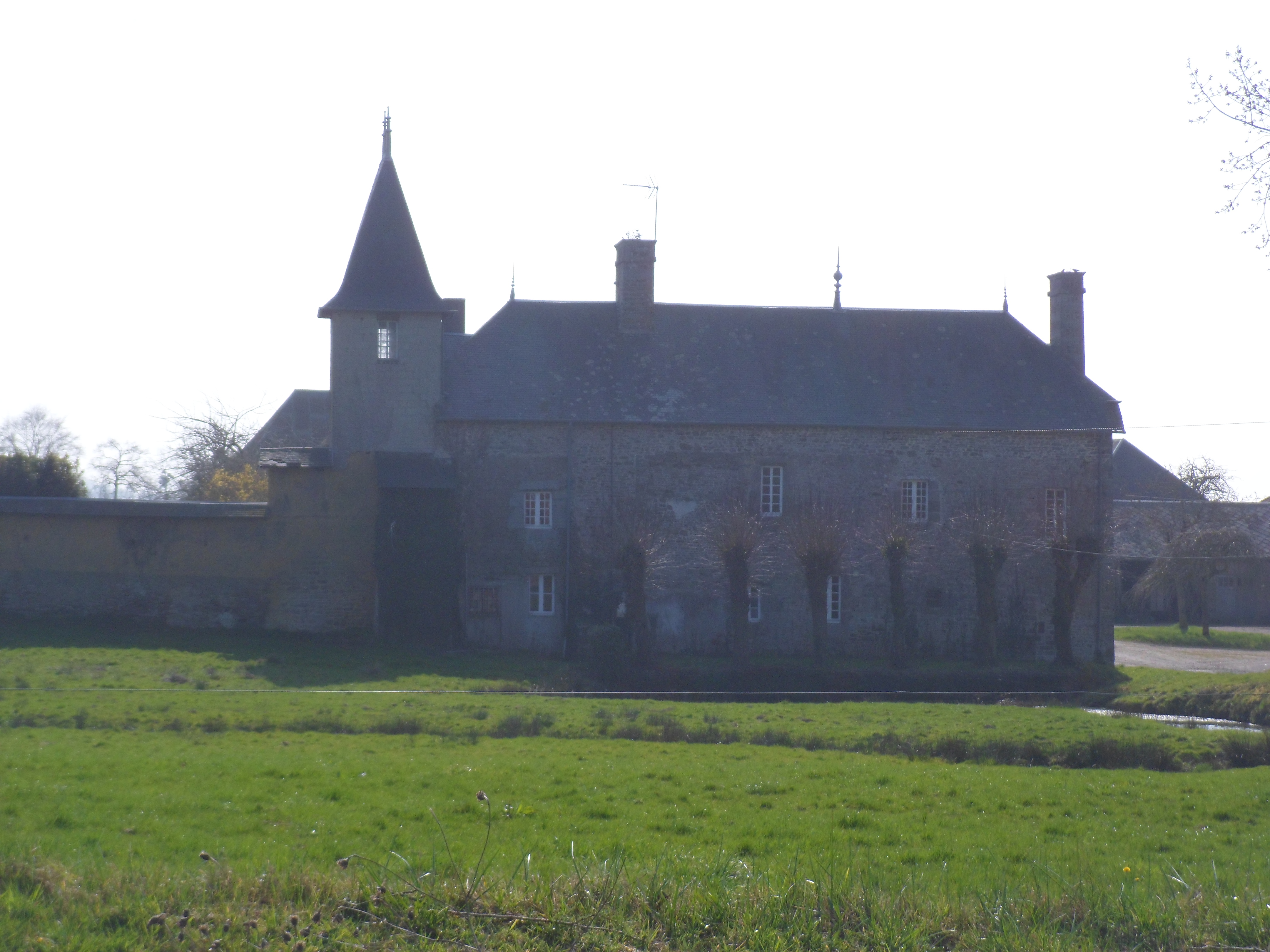
Le manoir.

- Église Saint-Pierre des XVe – XIXe siècles avec chœur et transept gothique. Elle abrite un maître-autel (XVIIIe), une chaire à prêcher (XVIIIe), un lutrin en bois surmonté d'un aigle (XVIIIe), les statues de saint Méen (XVe), une Vierge à l'Enfant (XIVe), une verrière de Mazuet (XXe) représentant les sept sacrements[29].
- Croix de cimetière du XVIIIe siècle.
- Ferme-manoir du XVIIe siècle près de l'église, ancienne propriété des Houssin de Saint-Laurent[29].
- Ancien presbytère des XVIe – XVIIIe siècles, transformé en gîte d'étape.
- Manoir du Bel du XVIe siècle.
- Château de la Judée du XVIIe siècle.

## Personnalités liées à la commune
- Benjamin Auguste Léonor Houssin de Saint-Laurent (1771-1854) : officier général des armées de la République et de l'Empire, originaire de la commune dont il fut maire de 1829 à 1832.